# Ariana Harwicz
Ariana Harwicz (Buenos Aires, 13 dicembre 1977) è una scrittrice argentina.

## Biografia
Nata a Buenos Aires, dal 2007 vive in Francia. La sua prosa è contraddistinta da un immaginario lirico poetico, carico di violenza ed erotismo, oltre che dall'uso frequente dei monologhi interori. Tra le sue tematiche d'elezione si annoverano la famiglia, la vita coniugale, l'incesto, l'infanticidio e la maternità.
Nel 2012 ha pubblicato il suo primo romanzo, Ammazzati amore mio, con ampio riconoscimento da parte della critica. Tra il 2014 e il 2015 ha fatto seguire La debole di mente e Precoce, coi quali ha completato una "trilogia della passione" incentrata sui rapporti interfamiliari. Nel 2018 la traduzione in lingua inglese di Ammazzati amore mio (Die, My Love) è stata tra i finalisti dell'International Booker Prize. Dal romanzo è stato tratto nel 2025 il film Die My Love, con protagonisti Jennifer Lawrence e Robert Pattinson.

## Romanzi

### Romanzi

#### Trilogia della passione
- (ES) Matate, amor, Madrid, Lengua de Trapo, 2012, ISBN 978-84-8381-126-9.
  -  Ammazzati amore mio, traduzione di Giulia Zavagna, Firenze, Ponte alle Grazie, 2021, ISBN 9788833312897.
- (ES) La débil mental, Buenos Aires, Mardulce, 2014, ISBN 978-84-9428-696-4.
- (ES) Precoz, Buenos Aires, Mardulce, 2015, ISBN 978-84-1673-816-8.
  -  entrambi raccolti in, Baci all'inferno, traduzione di Giulia Zavagna e Marta Rota Núñez, Firenze, Ponte alle Grazie, 2022, ISBN 9788833312903.

#### Altri
- (ES) Degenerado, Barcellona, Anagrama, 2019, ISBN 978-84-339-9879-8.
- (ES) Perder el juicio, Barcellona, Anagrama, 2024, ISBN 978-84-339-2405-6.

### Saggi
- (ES) con Soledad Pérez, Tan intertextual que te desmayás, Buenos Aires, Mardulce, 2020, ISBN 978-84-940861-8-2.
- (EN) con Mikaël Gómez Guthart, Desertar, Buenos Aires, Mardulce, 2020, ISBN 987-3731-67-9.
  -  Disertare, traduzione di Noemi Ceccacci, Milano, Ledizioni, 2023, ISBN 978-8855268981.
- (ES) El ruido de una época, Barcellona, Gatopardo, 2023, ISBN 978-84-127403-0-1.
  -  Il rumore di un'epoca, traduzione di Laura Scabbio, Milano, Ledizioni, 2023, ISBN 9791256002696.